# Mistrzostwa Polski w Biegach Narciarskich 2024
Mistrzostwa Polski w Biegach Narciarskich 2024 – zawody w biegach narciarskich, które odbyły się w dniach 25-27 marca 2024 roku w miejscowości Štrbské Pleso na Słowacji. Organizatorem mistrzostw był Polski Związek Narciarski (PZN). Zawody miały rangę FIS.

## Terminarz i medaliści
| Data          | Miejscowość   | Konkurencja                   | Złoto                                                                                | Srebro                                                                                   | Brąz                                                                             | Źródło |
| ------------- | ------------- | ----------------------------- | ------------------------------------------------------------------------------------ | ---------------------------------------------------------------------------------------- | -------------------------------------------------------------------------------- | ------ |
| 25 marca 2024 | Štrbské Pleso | sprint st. dowolnym kobiet    | Izabela Marcisz                                                                      | Zuzanna Fujak                                                                            | Kamila Idziniak                                                                  | [ 2 ]  |
| 25 marca 2024 | Štrbské Pleso | sprint st. dowolnym mężczyzn  | Maciej Staręga                                                                       | Sebastian Bryja                                                                          | Łukasz Gazurek                                                                   | [ 3 ]  |
| 26 marca 2024 | Štrbské Pleso | 10 km st. klasycznym kobiet   | Izabela Marcisz                                                                      | Zuzanna Fujak                                                                            | Magdalena Kobielusz                                                              | [ 4 ]  |
| 26 marca 2024 | Štrbské Pleso | 10 km st. klasycznym mężczyzn | Dominik Bury                                                                         | Łukasz Gazurek                                                                           | Piotr Jarecki                                                                    | [ 5 ]  |
| 27 marca 2024 | Štrbské Pleso | sztafeta 4x5 km kobiet        | NKS Trójwieś Beskidzka Kamila Idziniak Maria Skurzok Oliwia Miesiączek Zuzanna Fujak | MKS Halicz Ustrzyki Dolne Oliwia Buśko Martyna Fundanicz Emila Kwaśnik Andżelika Szyszka | LKS Klimczok Bystra Weronika Jarecka Martyna Mańdok Martyna Rosiak Emilia Dobija | [ 6 ]  |
| 27 marca 2024 | Štrbské Pleso | sztafeta 4x7,5 km mężczyzn    | KS AZS AWF Katowice Michał Skowron Dominik Bury Piotr Jarecki Kamil Bury             | UKS Regle Kościelisko Robert Bugara Jan Zwatrzko Sebastian Bryja Paweł Bryja             | NKS Trójwieś Beskidzka Mateusz Haratyk Jonasz Haratyk Jan Probosz Łukasz Gazurek | [ 7 ]  |